# Nannoniscus australis
Nannoniscus australis är en kräftdjursart som beskrevs av Ernst Vanhöffen 1914. Nannoniscus australis ingår i släktet Nannoniscus och familjen Nannoniscidae. Inga underarter finns listade i Catalogue of Life.